# Lisa LeBlanc

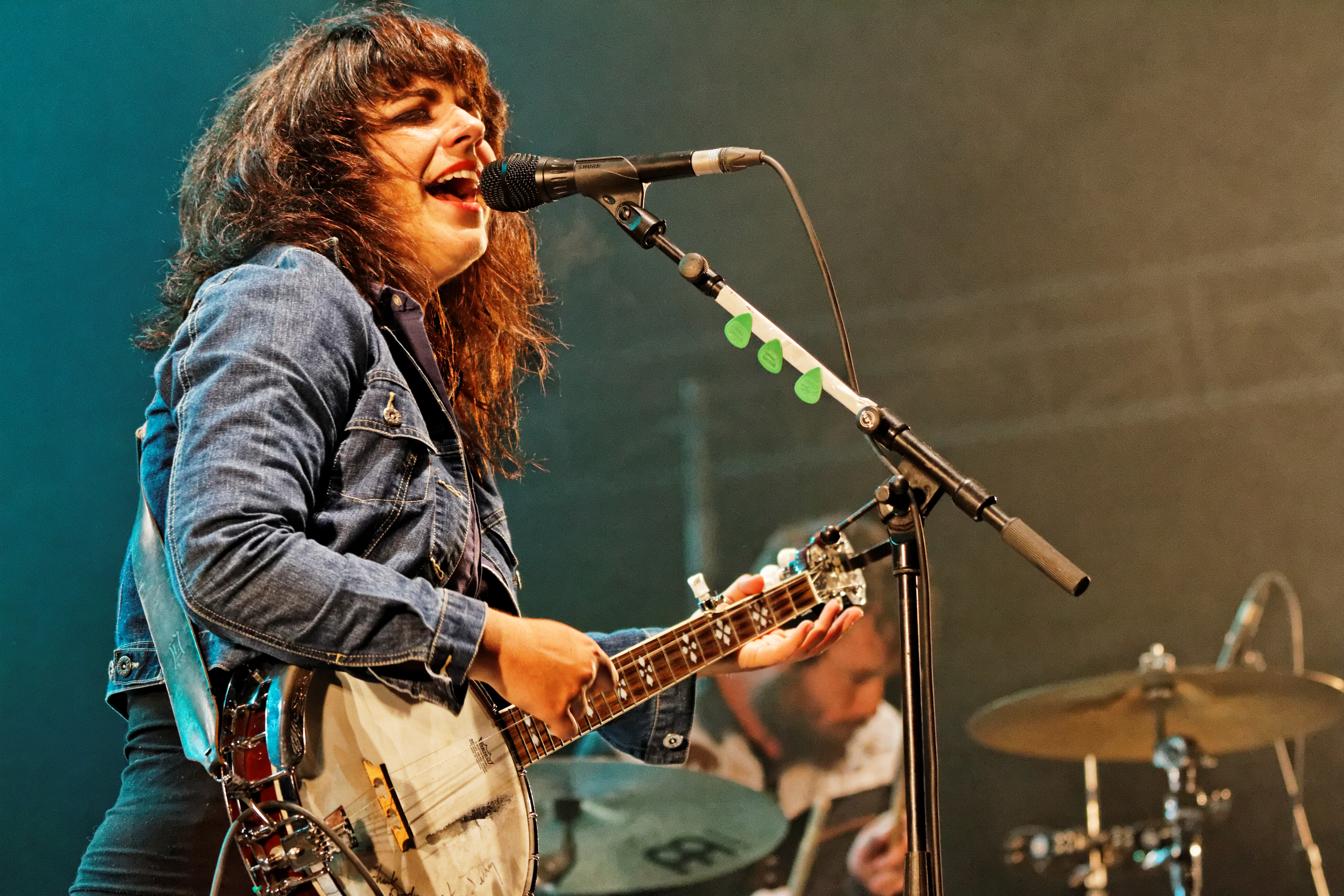
Lisa LeBlanc auf dem Festival du Bout du Monde 2014

Lisa LeBlanc (geboren am 13. August 1990 in Rosaireville, New Brunswick) ist eine kanadische Musikerin. Sie ist Singer-Songwriterin und vor allem bekannt durch ihre „Trash Folk“-Aufführungen mit Gitarre und Banjo. Sie tritt regelmäßig bei nationalen und internationalen Festivals auf, hat vier Alben mit Folk- und Rockmusik veröffentlicht und erhielt zahlreiche Auszeichnungen.

## Biografie
Lisa LeBlanc entstammt einer kanadischen Akadierfamilie und wuchs in der kleinen Ortschaft Rosaireville in der kanadischen Provinz New Brunswick auf. Sie schrieb ihre ersten eigenen Lieder mit vierzehn und spielte bei lokalen Veranstaltungen. Sie studierte an der l'École Nationale de la Chanson in Granby und auch in Montreal, wo sie seit 2011 lebt. Im September 2010 gewann sie  den Jurypreis des Festival international de la chanson de Granby, wodurch sie bei den frankophonen Medien des Landes bekannt wurde. Sie spielte zudem beim Coup de cœur frankophon 2011, bei den FrancoFolies in Montreal und beim Festival d'été de Québec. 2012 erhielt sie den Prix Felix bei den Adisq-Awards in Quebec als „Entdeckung des Jahres 2012“.

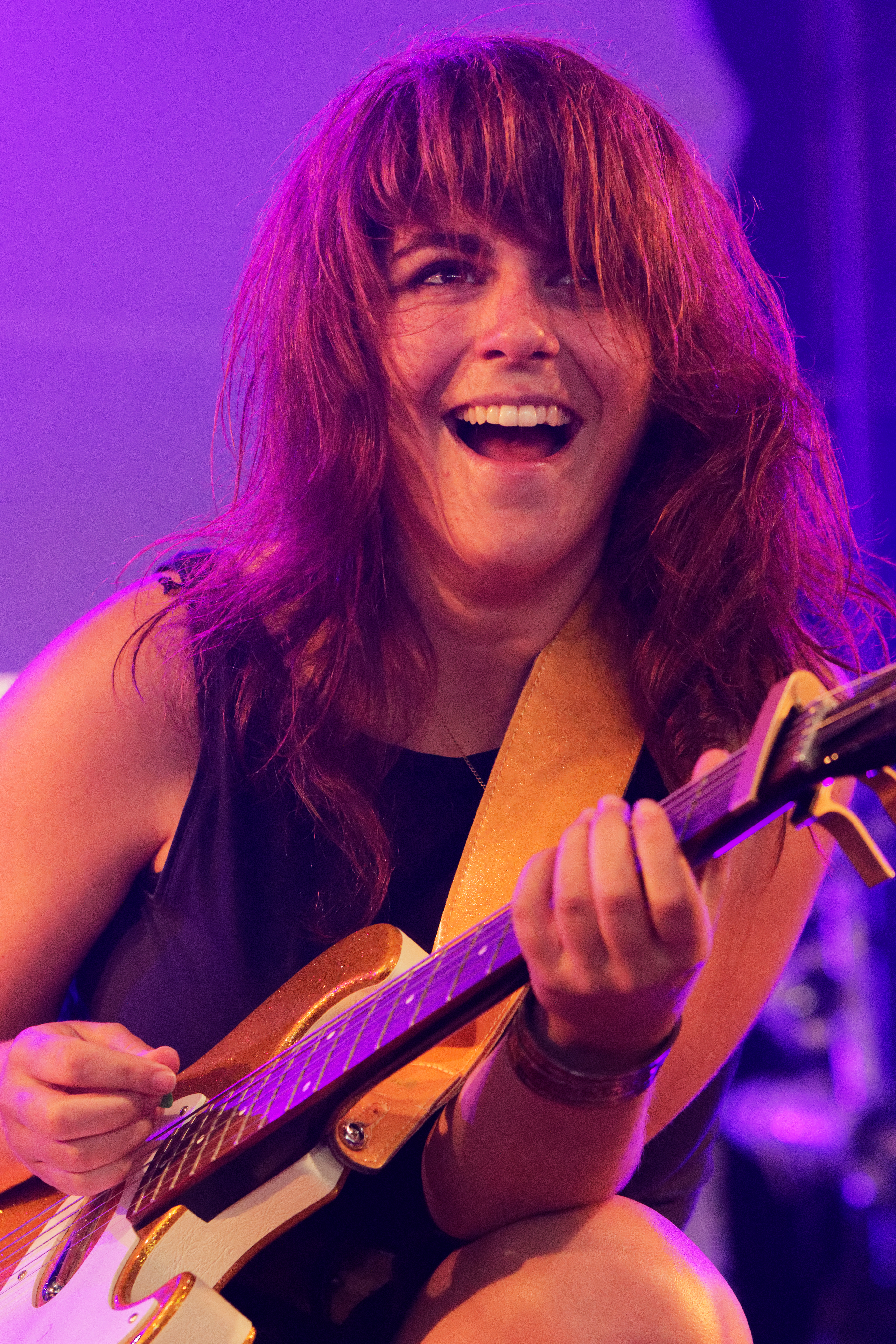
Lisa LeBlanc beim Festival du Bout du Monde 2017

Ihr erstes Album, Lisa LeBlanc, wurde von Louis-Jean Cormier in dessen Studio Poccolo aufgenommen und erschien 2013 bei Bonsound Records. Es erreichte Platz 8 der Canadian Albums Charts und wurde mit einem Gold- und einem Platin-Award von Music Canada ausgezeichnet. Dabei bezeichnete sie die von ihr gewählte Musikform, einer Mischung aus Folk, Country und Rockmusik, als „Trash Folk“. 2014 folgte die EP Highways, Heartaches and Time Well Wasted mit sechs Titeln, die bis auf Platz 7 der Charts stieg. Auch das zweite Album, Why You Wanna Leave, Runaway Queen?, kam bis auf Platz 4 der kanadischen Albumcharts. Es enthält neben zahlreichen eigenen Songs auch eine Coverversion von dem Motörhead-Song Ace of Spades.
Ihr Debütalbum wurde 2013 für Juno Award der Canadian Academy of Recording Arts and Sciences (CARAS) für das „Francophone Album of the Year“. 2016 wurde zudem das Album Why You Wanna Leave, Runaway Queen? für den Juno Award für das „Contemporary Roots Album of the Year“ und 2017 in der shortlist für den Polaris Music Prize nominiert.

## Diskografie

### Alben
| Jahr | Titel                                     | Höchstplatzierung, Gesamtwochen, AuszeichnungChartsChartplatzierungen (Jahr, Titel, Platzierungen, Wochen, Auszeichnungen, Anmerkungen) | Anmerkungen                               |
| Jahr | Titel                                     | CA | Anmerkungen                               |
| ---- | ----------------------------------------- | --- | ----------------------------------------- |
| 2013 | Lisa LeBlanc                              | CA8 Platin · (7 Wo.)CA |                                           |
| 2014 | Highways, Heartaches and Time Well Wasted | CA7 (2 Wo.)CA | Erstveröffentlichung: 4. November 2014 EP |
| 2016 | Why You Wanna Leave, Runaway Queen?       | CA4 (3 Wo.)CA | Erstveröffentlichung: 30. September 2016  |
| 2022 | Chiac Disco                               | CA1 (3 Wo.)CA | Erstveröffentlichung: 18. März 2022       |

## Belege
1. 1 2 3  
Lisa LeBlanc’s Very Successful Debut auf dem Canadian Music Blog, 13. Mai 2012; abgerufen am 1. Dezember 2020.
2. ↑  
Lisa LeBlanc in The Canadian Encyclopedia; abgerufen am 2. Dezember 2020.
3. ↑  
Lisa LeBlanc, Auszeichnungen auf musiccanada.com; abgerufen am 1. Dezember 2020.
4. 1 2  Chartquellen: CA (bis 2013) CA (ab 2014)
5. ↑  
Lisa LeBlanc – Why You Wanna Leave, Runaway Queen? bei Discogs; abgerufen am 2. Dezember 2020.
6. 1 2  
Ken Kelley: Rogersville Native Lisa LeBlanc Revels In Second Juno Award Nomination in The Musicnerd Chronicles, 9. Februar 2017; abgerufen am 2. Dezember 2020.
7. ↑  
Rosaireville's Lisa LeBlanc shortlisted for Polaris Music Prize auf cbc news, 14. Juli 2017; abgerufen am 2. Dezember 2020.